# Mauricio Ortega
Mauricio Alberto Ortega Ramírez (Salgar, Antioquia; 22 de outubro de 1980) é um ciclista profissional colombiano, que actualmente corre para a equipa RTS-Santic Racing Team.
Seu triunfo mais destacado tem sido no ano 2016 ser campeão da Volta a Colômbia.

## Palmarés
2002
- Campeão de Colômbia Contrarrelógio Sub-23

2003
- Melhor novato Volta a Colômbia
- 1 etapa da Volta a Guatemala

2006
- 1 etapa do Clássico RCN

2007
- Volta a Antioquia, mais 1 etapa

2008
- Volta a Antioquia, mais 1 etapa
- 1 etapa do Clássico RCN

2009
- Clássica de Fusagasugá
- Clássica do Carmen de Viboral
- Clássico RCN, mais 1 etapa

2010
- Clássica de Fusagasugá
- Volta ao Vale do Cauca
- Clássica do Carmen de Viboral

2011
- Volta ao Vale do Cauca
- 1 etapa do Clássico RCN

2013
- 1 etapa da Volta a Colômbia

2016
- Volta a Colômbia, mais 2 etapas

2017
- UCI Asia Tour

## Equipas
- Atom (2006-2008)
- EPM-UNE (2009-2012)
- Orgulho Antioqueño (2013-2015)
- Super Giros-Redetrans (01.2016-06.2016)
- RTS-Santic Racing Team (07.2016-)